# Аэропорт (район Чернигова)
Аэропорт (укр. Аеропорт) — исторически сложившаяся местность (район) Чернигова, расположена на территории Новозаводского административного района. Площадь — 160,2 га.

## История
Территория аэропорта «Чернигов» Шестовицкого сельсовета была включена в состав Черниговского горсовета Решением Про изменение границ города Чернигов Черниговской области (Про зміну меж міста Чернігів Чернігівської області) от 8 июля 1999 года № 872-14

## Территория
Аэропорт является эксклавом Черниговского горсовета на территории Черниговского района — расположен северо-западнее села Шестовица между автодорогами «Е-95» и «Р-69». Включает территорию аэропорта «Чернигов» с взлётно-посадочной полосой, подъездную дорогу от автодороги «Р-69».  

## Транспорт
Транспортное сообщение отсутствует.